# François Weyergans
François Weyergans   (Etterbeek, 2 d'agost de 1941 - 1r districte de París, 27 de maig de 2019) fou un escriptor i director de cinema belga, membre de l'Acadèmia Francesa i Premi Goncourt 2005.

## Biografia
El seu pare, belga d'origen alemany era novel·lista i assagista.
François va fer els estudis primaris en escoles religioses ("College Saint-Michel "i l'institut dels jesuïtes "Saint Boniface-Parnasse".Va estudiar humanitats i filologia romànica a Bèlgica. Posteriorment va estudiar cinema a l'IDHEC (Institut des Hautes Etudes Cinématographiques) a Paris.

### Carrera literària
Weyergans va començar la carrera literaria a partir del seu contacte amb el psicoanalisi, amb la publicació de la primera novel·la “Le Pitre”(1973) una sàtira de la seva cura amb Jacques Lacan. Abans ja havia col·laborat amb la re4vista belga "Le Blé".
Després d'escriure “Berlin, mercredi” (1979) i “Les Figurants” (1980), amb “Macaire le copte” (1981) va estar a punt de guanyar el Goncourt, però va obtenir el premi “Deux Magots” i el “Rossel” de Belgica, situació que el va fer decidir a dedicar-se totalment a la literatura.
El 26 de març de 2009 va ocupar la cadira 32 de l'Acadèmia Francesa.

### Obres
- 1973: Le Pitre
- 1981: Macaire le Copte
- 1983: Le radeau de la méduse
- 1986: La vie d'un bébé
- 1989: Françaises, Français
- 1989: Je suis écrivain
- 1990: Berlin mercredi i Rire et plereur
- 1992: La Démence du boxeur
- 1997: Franz et François
- 2005: Trois jours chez ma mère i Salomé (escrita el 2005)
- 2012: Royal Romance

### Carrera cinematogràfica
L'any 1961 va fer el seu primer curt, "Bejart" inspirat en el ballarí i coreograf Maurice Béjart, que va ser premiat al Festival de Bergamo. Després de "Bejart" va fer diversos curt-metratges sota la influència dels seus autors preferits com Robert Bresson i Jean-Luc Godard.

### Filmografia
- 1961: Béjart (documental)
- 1963: Hieronymus Bosch (curt-metratge)
- 1964: Statues, curt amb Maurice Bejart i Jean-Luc Godard com a narradors.
- 1965: Robert Bresson : Ni vu, ni connu
- 1966: Aline
- 1967: Baudelaire is gestorven in de zomer i Voleuses
- 1974: Si j’te cherche..j’me trouve de R. Diamantis  on Weyrgens també hi fa d'actor[6]
- 1975: Maladie mortelle
- 1977: Je t’aime, tu danses
- 1978: Couleur Chair, amb Bianca Jagger i Laurent Terzieff.
- 1985: Guionista de "Une femme en Afrique" de Raymond Depardon[6]

## Premis literaris
- 1973: Premi Roger Nimier per "Le Pitre".
- 1980: Premi de la Societé des Gens de Lettres per "Les Figurants".
- 1981: Premi Victor Rossel per "Macaire le Copte".[7]
- 1982: Premi Deux Magots per "Macaire le Copte"
- 1983: Premi Meridien des quatre jurys, per "Le Radeau de la méduse"
- 1986: Premi Paul Flat per "La Vie d'un bébé"[8]
- 1992: Premi Renaudot per "La Démence du boxeur"
- 1997: Premi de la Llengua francesa pel conjunt de la seva obra
- 2005: Premi Goncourt per "Trois jours chez ma mère